# Houffalize
Houffalize (valonsky Oufalijhe) je frankofonní město v Belgii.
Nachází se ve Valonském regionu, v provincii Lucemburk.
Má přibližně 5090 obyvatel a jeho rozloha činí 16,58 km² (2013).

## Zeměpisná poloha
Město se nachází v srdci Arden, v údolí řeky Ourthe. Jihovýchodní hranici katastru města tvoří hranice mezi Belgií a Lucemburskem.

## Místní části
Město Houffalize sestává ze sedmi městských částí, které jsou dále tvořeny osadami:
- Houffalize
- Mabompré: Bonnerue, Engreux, Vellereux
- Mont: Dinez, Fontenaille, Sommerain, Taverneux, Wilogne
- Nadrin: Filly, Ollomont
- Tailles: Chabrehez, Pisserotte
- Tavigny: Bernistap, Boeur, Buret, Cetturu, Vissoule, Wandebourcy
- Wibrin: Achouffe, Mormont

## Památky

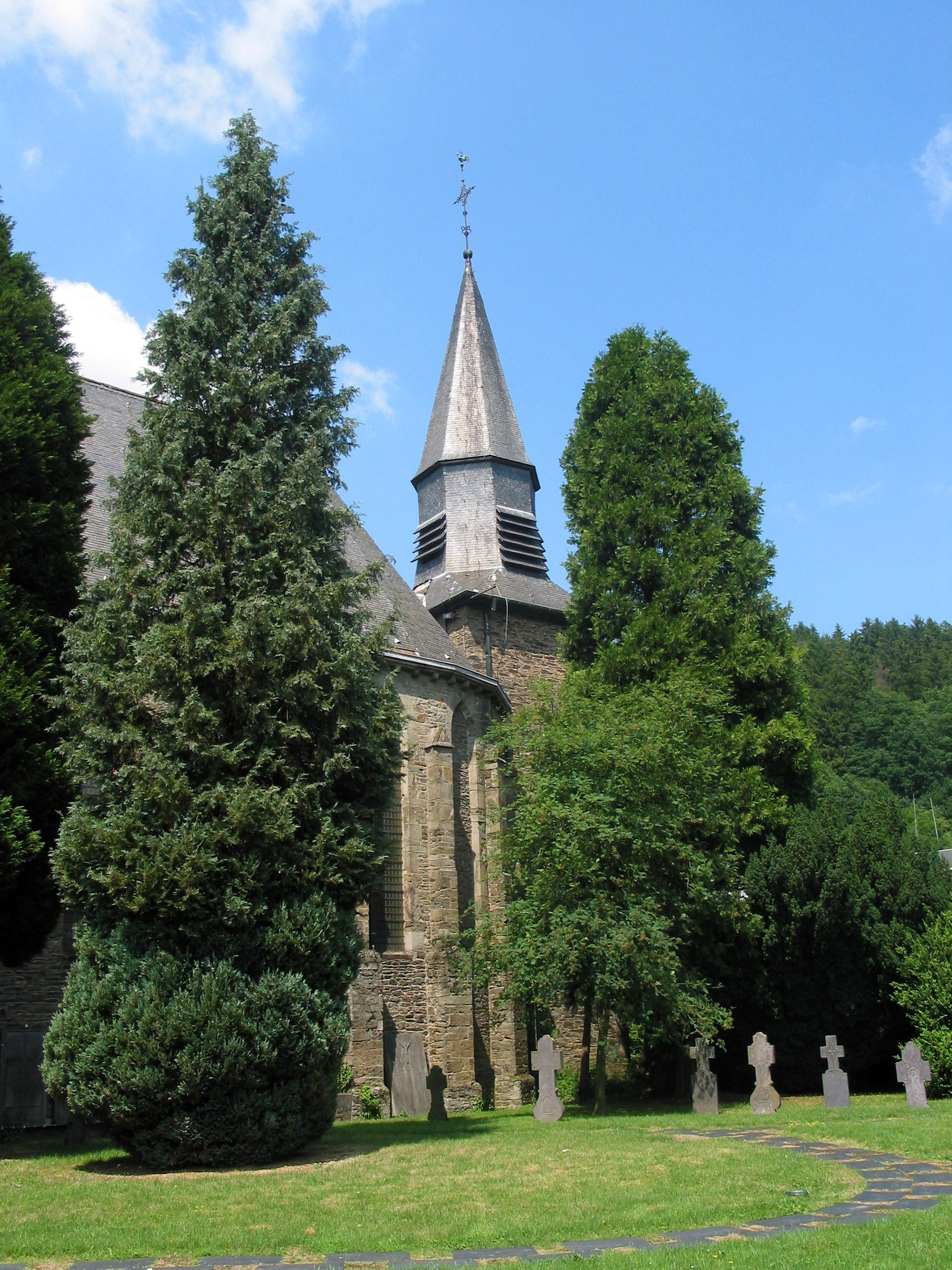
Kostel Svaté Kateřiny Alexandrijské

- Kanál Máza-Mosela s tunelem u Tavigny
- Kostel Svaté Kateřiny Alexandrijské

## Doprava
Houffalize leží nedaleko dálnice a pomocí autobusů je spojeno s důležitými městy v oblasti jako je Arlon, Bastogne, Gouvy a Lutych.

## Folklór
Karneval Slunce se koná první neděli v srpnu.

## Mountain Bike
Město Houffalize je známé od roku 1992 díky pořadatelství Světového poháru MTB.

## Partnerská města
Město Houffalize udržuje partnerství s několika městy, z nichž nejdůležitější jsou:
- Saint-Pair-sur-Mer, Francie, 1981
- Schaerbeek, Belgie, 1952